# Final Fantasy XII
Final Fantasy XII (jap. ファイナルファンタジーXII Fainaru Fantajī Tuerubu) – gra typu jRPG wydana przez firmę Square Enix. Jej światowa premiera odbyła się 31 października 2006 roku, zaś do Europy gra trafiła 23 lutego 2007 roku. Jest to trzecia i ostatnia gra z serii Final Fantasy na platformę PlayStation 2.
Po Final Fantasy Crystal Chronicles na Gamecube, stanowiącym zbiór różnorodnych minigier, oraz Final Fantasy XI, sieciowym MMORPG, Final Fantasy XII stanowi powrót do typowego dla gier jRPG systemu rozgrywki przeznaczonej dla jednego gracza. Final Fantasy XII jest również jedną z czternastu gier, którą popularny magazyn Famitsu ocenił na 40 w 40 punktowej skali. Dwunasta część cyklu jest jedyną, która znalazła się na tej liście.

## Fabuła
Akcja Final Fantasy XII toczy się w świecie znanym z gier Final Fantasy Tactics oraz Final Fantasy Tactics Advance – Ivalice.
Kiedy dwa sąsiadujące ze sobą królestwa – Arcadia i Rozaria – walczyły o wpływy, Dalmasca pozostała neutralna. Została jednak najechana i zdobyta przez wojska Arcadii. Teraz mieszkańcy Rabanastre, stolicy okupowanego kraju, żyją pod jarzmem najeźdźcy. Wśród nich jest Vaan, młodzieniec poszukujący winnych śmierci jego brata, Rexa, żołnierza, który wraz z kapitanem Baschem mieli za zadanie chronić króla Dalmaski. Vaan bierze udział w ataku buntowników na pałac królewski i tym sposobem poznaje Balthiera i Fran. Podczas ucieczki z zamku Vaan pomaga również księżniczce Ashe, prawowitej dziedziczce tronu Dalmaski i przywódczyni ruchu oporu.

## Postaci
Vaan – Główny bohater. Młody chłopak mieszkający wraz z przyjaciółką z dzieciństwa, Penelo, na ulicach Rabanastre od czasu, gdy w wielkiej zarazie stracił rodziców. Jego starszy brat ginie podczas wojny pomiędzy Dalmascą a Arcadią, co staje się głównym powodem nienawiści Vaana do najeźdźców.
Ashe – Prawowita spadkobierczyni tronu Dalmaski, jedyna córka zamarłego monarchy. Przewodniczy ona ruchowi oporu działającemu przeciwko najeżdżającej Dalmascę Arcadii. Jej mąż, przyszły król Dalmaski ginie na wojnie.
Basch – Rycerz z Dalmaski. Walczył na wojnie z Arcadią, jednak od czasu operacji przeprowadzanej w pałacu królewskim, która w wyniku śmierci monarchy kończy się niepowodzeniem, uważany jest za zdrajcę. Od tego czasu słuch po nim zaginął i został oficjalnie uznany za zmarłego.
Balthier – Podniebny pirat. Razem z Vierą Fran, włamują się do pałacu w celu kradzieży kosztowności. Przypadek jednak sprawia, że spotykają tam Vaana i wszyscy troje zmuszeni są do ucieczki. Od tej pory zaczynają podróżować razem.
Fran – Łuczniczka, partnerka Balthiera. Dba o ich wspólny statek powietrzny. Fran nie jest człowiekiem – należy do rasy Viera – ludzi o cechach zajęcy zamieszkujących głębokie lasy z dala od ludzkich osiedli.
Penelo- Przyjaciółka Vaana, mieszkająca razem z nim na ulicach Rabanastre. Również sierota. W odróżnieniu do głównego bohatera nie przejawia otwartej nienawiści do najeźdźców Arcadii, dzięki czemu trzeźwiej ocenia postępowanie przyjaciela.